# EastLink (Unternehmen)
EastLink ist ein privater kanadischer Kabelnetzbetreiber und Telekommunikationsunternehmen.

## Geschichte
EastLink wurde 1971 in Amherst, Nova Scotia gegründet. In den folgenden Jahren übernahm das Unternehmen diverse lokale Kabelnetzbetreiber und 1985 schließlich Halifax Cablevision Limited, den größten Kabelnetzbetreiber Ostkanadas. 1999 bot EastLink als erster kanadischer Kabelnetzbetreiber auch Telefonanschlüsse an und nahm bereits im folgenden Jahr Internetanschlüsse und digitalen TV-Empfang ins Portfolio auf.
2007 expandierte EastLink mit der Übernahme von AmTelecom nach Ontario und kaufte sich mit Persona Cable Systems in viele ländliche Märkte ein. 2008 erwarb das Unternehmen eine ganze Reihe von Mobilfunkfrequenzen und bietet seitdem auch Mobilfunkverträge an. 2009 verzeichnete man etwa eine halbe Millionen Kunden und einen Marktanteil von 50 Prozent in Ostkanada.
Seit 2013 betreibt EastLink ein 100 Prozent LTE-basiertes Mobilfunknetz in Nova Scotia. 2021 war es am Ausbau verschiedener Glasfasernetze beteiligt.

## Dienstleistungen
Heute bietet das Unternehmen Lösungen in den folgenden Bereichen an:
- Internetzugang
- TV-Kabelnetz
- Festnetz- und Mobilfunk-Telefonie
- Sicherheitssysteme